# 那女人的家
《那女人的家》（韓語：그 여자네 집）是韓國MBC電視台自2001年4月28日起播出的週末連續劇。

## 劇情大綱
金英旭(金南珠飾)在一家室內裝潢公司上班，她與張泰株(車仁表飾)是一對戀人，但因兩家家庭背景相差太大，不得不各自瞞著家人偷偷交往…..
朴英彩(金賢珠飾)是英旭的表妹，人長得漂亮，追求者也多，卻因貪玩而被趕出宿舍，就在她要到英旭家的路上邂逅了李俊熙(李瑞鎮飾)…..
泰株的母親去英郁家幫傭，英旭和泰株得知后都極力的反對，英旭和泰株協議分手，英旭負氣說他們之間是玩玩的，泰株在失望之餘，接受他姐姐安排的相親，英旭不忍心拒絕她父親，於是勉為其難的答應去相親，泰株的母親懷疑泰株正在交往的女朋友是金家的千金，但是泰株絕口向他母親和姐姐否認與英旭的交往…..
俊熙對英彩完全無動於衷，反倒俊熙的朋友興南認為英彩對他有好感，英旭與泰株因雙方家人都知道他們有交往的對象，而決定割捨感情分手，因此倆人默默的開離別會.....
一次英彩不小心遺失了她最心愛的小豆豆(小狗)，所幸被俊熙發現送到家裡，也因此拉近了倆人的距離，英彩再次想主動與俊熙對談，但仍然被俊熙拒絕.....
英旭的父親問她想不想跟泰株結婚，但是英旭卻老實告訴她父親她不想結婚的原因，英旭父親約泰株見面，表明自己願意答應讓他們兩個結婚，但泰株卻和英旭的答案一樣，拒絕了英旭父親的好意.....

## 演員陣容

### 主要人物
| 演員   | 角色   | 介紹 |
| 金南珠 | 金英旭 | 28歲，作为某设计公司的室长，认为自己的发展前途比成为人母或者人妻更为重要。大家公认，她是才华和美貌集于一身的女人。就象有能力的人有些与众不同一样，性格干脆利落。心情好的时候，喝几瓶酒不成问题，但非常注重健美。不愿意输给任何人，即使对方是自己的恋人。她有一个关系非同一般的男朋友，却因条件相差悬殊，不愿意因为结婚事宜，伤害母亲的自尊。另外，自尊心也不允许，只看条件优越就和男孩相亲结婚。她丝毫不认为，女子就要依赖男人生活。如果能够随心所欲，不如干脆从家里出来独立，过自由自在的独身生活。作为长女，只因父母的期待集于一身左右不是，心里又难过又复杂，她的梦想是，在几年之内，以出色的出版企划，赚足钱以后，单独开办一个自己的公司。深爱自己尊敬的父母，却不知什么缘故，常常伤害父母的心。                                                                              |
| 車仁表 | 張泰株 | 30歲，建筑公司的设备机师，通情达理，却处事不分明。他不愿意以结婚为由，约束自己的心上人。在不太富裕的家庭，身为长子，结婚条件不太优越，却不感受条件的压力。凡事不屈不挠，对一般的事情一笑了之，因此，时而令丈母娘伤心。随着岁月的流逝，丈母娘也开始喜欢上了女婿不太在乎的性格。 随自己父亲的性格，从来不会计较得失，包括有健忘症的奶奶在内，对长辈非常恭敬。平时一直认为自己是挺不错的男人，一半又是女性主义者，结婚以后，反而被自己隐藏着的男性优先主义思想感到不知所措了。 |
| 金賢珠 | 朴英彩 | 21歲，是活泼开朗的大学新生，有钱人家独生女。她的梦想是成为新闻记者，最好能成为进出警察局的记者。对父母过份的保护，感到心烦，为此，逆反心理较重。 嘴上天下无敌，无所惧怕，事实上，是胆小怕事的乖女生。 寄宿在学校宿舍，却因时常外出，被人赶了出来。于是母亲干脆把她安排在舅舅家里，结果遇到了俊熙，时常梦想拥有电影或者小说中的主人公那样的浪漫爱情，美梦成真以后，小小的年龄就开始经历了深深的痛苦。她不顾任何条件，爱上了和自己的身份全然不同的俊熙。疯狂火热的爱情由于太天真，在大人眼里感觉非常危险。 |
| 李瑞鎮 | 李俊熙 | 26歲，母親未婚懷孕生下他，不知道自己的父親是誰，母親去世後和外婆相依為命，外婆也不幸過世，在育幼院長大。有時候會因想念幾乎沒有記憶的父母而感到寂寞，對自己的身世感到自卑而變得沉默寡言，夢想着快點攢錢回農村和外婆一起生活，但這是無法實現的夢想，因為外婆早已去世了。 和興南親如手足，和興南一起住在張家，和張家一家人好像親人一樣，曾為了興南做過牢而成為前科犯。從小對花鳥魚特別感興趣，唯一的嗜好是釣魚。 對女人毫不關心，因此傷害了大家公認的美女的自尊，可他萬萬沒想到，自己最後竟然愛上了這位富家千金。因爲那份生澀而辛苦的愛情，經歷了很多苦楚， 爲了不讓她變成不孝女而忍痛讓她離開，她的父母也因爲過度的侮蔑而做了很多傷他自尊的事。 某天突然出現在自己面前的古怪巨人的祖父和因其原因而不知不覺間產生了矛盾..........。 他長期以來的孤獨和彷徨最終以英彩的愛情得以治癒。 |

### 英旭和英彩家族
| 演員   | 角色   | 介紹                                                    |
| 金福姬 |        | 英旭的奶奶，英彩的外婆                                  |
| 朴根瀅 | 金東俊 | 英旭的爸爸，英彩的大舅                                  |
| 李孝春 |        | 英旭的媽媽，英彩的大舅母                                |
| 玄 石  | 朴太煥 | 英彩的爸爸，英旭的姑父                                  |
| 朴元淑 | 金東淑 | 英彩的媽媽，英旭的姑姑                                  |
| 朴相勉 | 金大宏 | 英旭的叔叔，英彩的小舅                                  |
| 李雅賢 | 鄭美淑 | 大宏的音樂教室的學生，離婚的單親媽媽，有一位5歲的女兒。 |

### 泰株家族
| 演員   | 角色   | 介紹 |
| 金英玉 |        | 泰淑、泰株、泰喜的奶奶，老人失智症患者。 |
| 沈洋弘 | 張世根 | 泰淑、泰株、泰喜的爸爸 |
| 金海淑 | 美順   | 泰喜的親生媽媽，泰淑和泰株的小姨，病重的姐姐(英順)臨終前把泰淑和泰株託付給她，把姐弟倆視如己出。沒名沒分的留在張家，以致泰株以為一直任勞任怨的照顧他的是他的親生媽媽-英順，奶奶臨終前才說出真相。 |
| 尹宥善 | 張泰淑 | 泰株和泰喜的大姐 |
| 金世俊 |        | 泰淑的老公，泰株和泰喜的姐夫 |
| 許英蘭 | 張泰喜 | 泰淑和泰株的小妹 |
| 尹泰榮 | 金興南 | 俊熙的好友兼室友，泰株姐夫的修車店的技工，和俊熙一起住在張家，和張家一家人像親人一樣。 |

### 俊熙家族
| 演員 | 角色   | 介紹                               |
| 政旭 | 李東哲 | 俊熙失聯多年的爺爺，五星集團的會長 |
|      | 李英在 | 俊熙的爸爸 (名字出現在墓碑)        |
|      | 朴善英 | 俊熙的媽媽 (李總裁口述)            |

### 其他人物
| 演員   | 角色   | 介紹                                                               |
| 張瑞希 | 朴彩妍 | 英旭的學姐，泰株的同學，大學時代就開始暗戀着泰州，但一直埋在心底。 |
| 林湖   | 南赫   | 英旭的得力助手，後來變成她的合夥人，大學時就暗戀英旭。             |

## 得獎列表
| 年度   | 頒獎典禮           | 獎項                | 獲獎者 |
| 2001年 | MBC演技大賞        | 大獎                | 車仁表 |
| 2001年 | MBC演技大賞        | 男子最優秀演技獎    | 車仁表 |
| 2001年 | MBC演技大賞        | 女子最優秀演技獎    | 金南珠 |
| 2001年 | MBC演技大賞        | 女子優秀演技獎      | 金賢珠 |
| 2001年 | MBC演技大賞        | 男子新人獎          | 李瑞鎮 |
| 2002年 | 第38屆百想藝術大賞 | 電視部門 劇本獎     | 金正秀 |
| 2002年 | 第38屆百想藝術大賞 | 電視部門 男子人氣獎 | 尹泰榮 |

## 外部連結
- 韓國MBC官方網站 （页面存档备份，存于）
- 那女人的家 （页面存档备份，存于）WIKI
- 那女人的家NAVER

## 節目變遷
| MBC 週末連續劇                             | MBC 週末連續劇                                  | MBC 週末連續劇 |
| ------------------------------------------ | ----------------------------------------------- | -------------- |
|                                            | 那女人的家 （2001年4月28日 - 2001年10月21日）   |                |
| 媽媽姐姐 （2000年11月4日 - 2001年4月22日） | 狐狸與棉花糖 （2001年10月27日 - 2002年4月27日） |                |